# Елеонора Маркс
Елеоно́ра Маркс (нім. Eleanor Marx; 16 січня 1855 Лондон — 31 березня 1898 Лондон) — марксистська політична і профспілкова діячка, суфражистка, перекладачка.

## Життєпис
Народилася в Лондоні шостою з дочок Карла Маркса та Женні фон Вестфален. В сім'ї мала прізвисько Туссі (Tussy). Інші її прізвиська — Кво-Кво і Карлик Альберіх (батько був «Мавром», мати — Меме, дочка Лаура — «Готтентот» і «Какаду»).
Змалку проявляла цікавість до політики: ще дитиною писала листи деяким політикам. Страта «манчестерських мучеників» вразила 12-річну Елеонору, відтоді вона все життя симпатизувала ірландському рухові за незалежність. Завдяки батькові розвинула інтерес до літератури: трирічною декламувала уривки з Шекспіра.
На відміну від батька, Маркс вважала себе єврейкою, цікавилася власними предками й тісно спілкувалася з єврейськими робітниками Іст-Енду.
У 17 зустріла 34-річного журналіста й члена Паризької Комуни Проспера Олів'є Ліссагаре, який, рятуючись від репресій, утік до Лондона. Попри згоду з Ліссагаре в політичних питаннях, батько не схвалював стосунків Маркс з ним через різницю в віці. У 1880 році змінив думку й дав дозвіл на шлюб, однак у 1882 Маркс розірвала зв'язок із журналістом.
На початку 1880-х була змушена доглядати за літніми батьками. Мати померла в грудні 1881 року, батько — в березні 1883, перед смертю доручивши їй опублікувати його незакінчені рукописи і англійський переклад «Капіталу».
У 1884 році в британській партії Соціал-демократична федерація Маркс зустріла Едуарда Евелінга, з котрим прожила все життя у фактичному шлюбі. У 1898 році Маркс з'ясувала, що її чоловік таємно одружився з молодою акторкою. Він запропонував Маркс здійснити подвійне самогубство, хоча сам не мав наміру виконувати пропозицію, залишив їй синільну кислоту і покинув дім. Маркс отруїлась. Евелінг був широко знеславлений за ці дії, однак обвинувачень проти нього висунуто не було.

## Діяльність
Елеонора Маркс у 16 років стала секретаркою батька й супроводжувала його в поїздках на конференції та збори соціалістів по всьому світу. 
У 17 покинула батьківський дім і переїхала до Брайтона, де стала шкільною вчителькою. Брала участь у написанні «Історії Паризької Комуни 1871 року» Проспера Ліссагаре, яку батько пізніше переклав англійською.
У 1884 році Елеонора Маркс увійшла до першої британської соціалістичної партії — Соціал-демократичної федерації — і була обрана до виконавчого органу. Того ж року, після розколу в партії, Маркс покинула її й заснувала Соціалістичну Лігу. Причиною розколу стали націоналістичні погляди й авторитарний стиль керівництва засновника партії Генрі Хіндмана. Зокрема, останній заперечував проти відправлення делегатів до Французької робітничої партії, назвавши такі дії «сімейними справами» (членами ФРП були сестра Маркс Лаура та її чоловік Поль Лафарг).

## Фемінізм
Маркс регулярно писала в місячник статті на тему «жіночого питання». У 1885 році брала участь в організації Міжнародного Соціалістичного Конгресу в Парижі, а наступного року разом з Евелінгом і Вільгельмом Лібкнехтом у США збирала гроші в підтримку Соціал-демократичної партії Німеччини. Між тим, до Соціалістичної Ліги почали масово вступати анархісти, з якими Маркс вела запеклу боротьбу. В результаті розколу організація розпалася в 1889 році.
В 1884 році Маркс вступила до Жіночої ліги профспілок. Підтримувала низку страйків і присвятила цьому багато статей та книг.
Тоді ж зацікавилась театром, вважаючи мистецтво ефективним інструментом у руках соціалістичної і феміністської боротьби. Перекладала праці Флобера та Ібсена.
Серед феміністичних праць Елеонори Маркс: A Doll's House Repaired (1891), The Proletarian in the Home (1896).
У 1893 році Маркс та Евелінг зацікавились щойно створеною Незалежною лейбористською партією. Однак членів партії, християнських соціалістів, не вдалось навернути в марксистські погляди, і в 1897 році подружжя знову вступило до Соціал-демократичної федерації — як і більшість колишніх членів Соціалістичної Ліги.